# Надичі (ґміна)
Ґміна Надичі — колишня (1934–1939 рр.) сільська ґміна Жовківського повіту Львівського воєводства Польської республіки. Центром ґміни було село Надичі.
Ґміну Надичі було утворено 1 серпня 1934 р. у межах адміністративної реформи в II Речі Посполитій із дотогочасних сільських ґмін: Дорошів Малий, Дорошів Великий, Гребенці, Кошелів, Мервичі, Могиляни, Надичі, Нове Село, Перемивки, Смереків, Сулимів, Уднів.
Гміна ліквідована в 1940 р. у зв’язку з утворенням Куликівського району.